# 二郎神

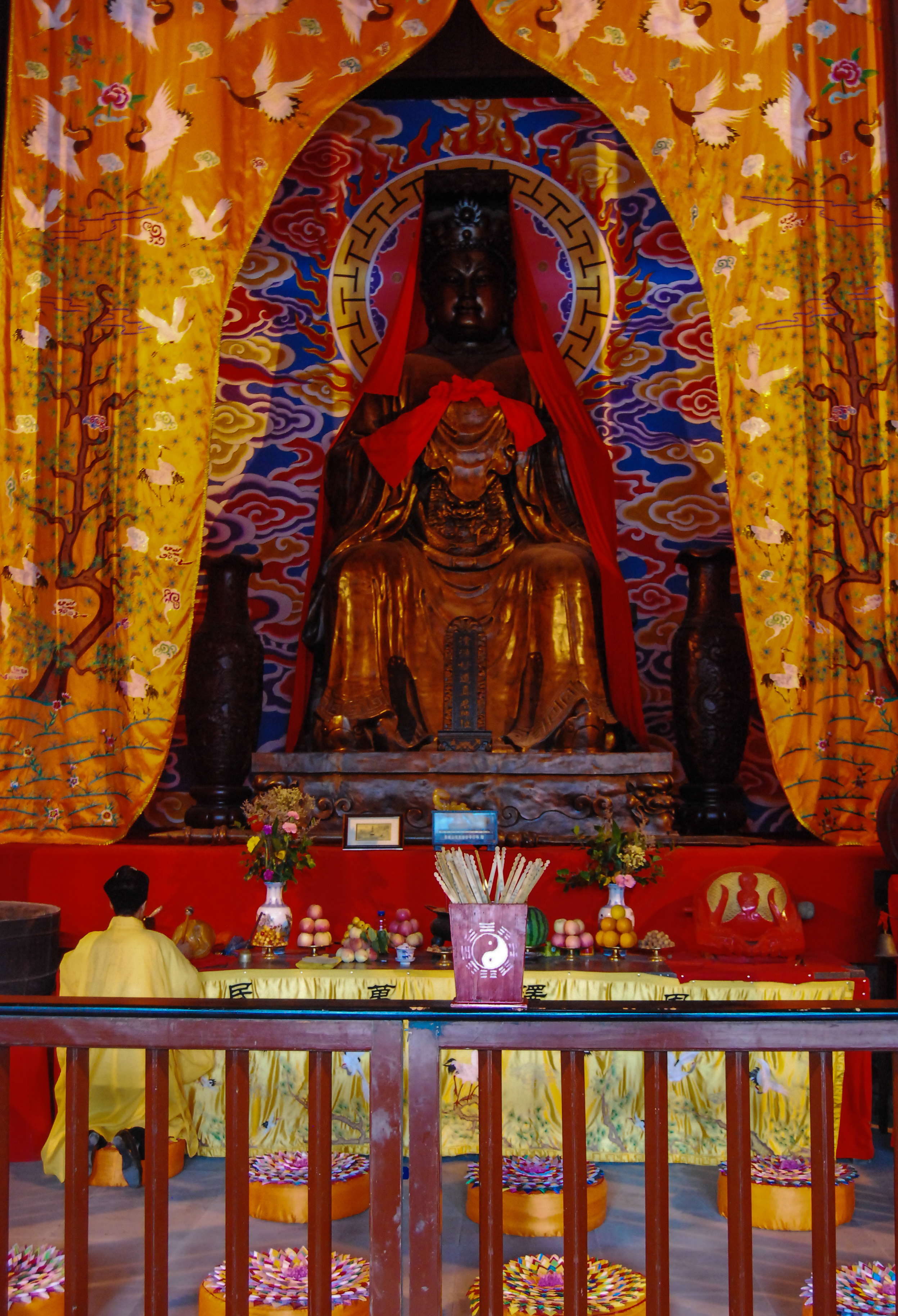
都江堰二王庙内所供奉的李冰之子二郎神像。

二郎神，亦称川主、顯聖二郎真君、二郎真君、二郎神君、灌口二郎、灌江神、昭惠靈顯王、赤城王、清源妙道真君，是一位中国民间和道教的神祇。二郎神的民間造像通常为粉面無鬚（少數有八字鬍）、儀容俊雅的少年郎君，诞日有農曆四月二十五日與六月二十四日或二十六日等几种说法。多种官方史籍、方志史料、宗教典籍、神话传说、文人笔记小说以及神魔小说都曾出现过他威武骁勇、斩妖除魔的身影。一般認為二郎神是四川灌县（今都江堰市）的地方神，其信仰起源于唐朝之前四川地区对于秦蜀郡太守李冰次子李二郎的信仰崇拜，并在北宋时期便流行于全中国。在漫长的衍变中，民间吸收李二郎的神格要素，又衍变出劈山救母、担山赶日的楊二郎，并经由《西游记》與《封神演义》的传播而廣為人知。

## 来历
根據《宋史》所载：“宋徽宗政和七年（1117年）诏修神保观，俗所謂“二郎神”者。京師人素畏之，自春及夏，傾城男女負土以獻，揭榜通衢云某人獻土；又有飾形作鬼使，巡門催納土者。或以為不祥，禁絕之。後金人斡離不圍京師，其國謂之“二郎君”云。明代馮夢龍所著的《醒世恒言》，其中第十三卷《勘皮靴单证二郎神》亦提及北宋時期的汴京已有“清源真君二郎神”庙宇；
二郎神的來歷有諸多說法，目前以李二郎與楊二郎兩說最為廣為流傳。张政烺認为二郎神是将几种民间俗神，如李冰之次子、赵昱、张仙、杨戬混合而成的。這些說法包括了：
歷史人物
- 李二郎：秦朝李冰的第二个儿子，曾协助父亲斩杀蛟龙，平定水灾，被称为“灌口二郎”并设祠祭祀。[2][3]
- 蚕丛後裔：道书《灌江备考》記載“二郎为蚕丛之后，故其目纵。”
- 鄧二郎：晋朝襄阳太守鄧遐，因曾經入水斬殺沔水蛟龍，被人尊称为“二郎神”，死後被尊為清源妙道真君。
- 謝玄：晋朝名將，曾在淝水之戰之中打敗前秦可汗苻堅，保持了漢族一線生機。懷念他的百姓尊其為二郎神（謝安則稱為老郎神）。
- 趙二郎：隋朝嘉州太守赵昱（即青城山道士赵昱）也因为斬殺蛟龍，被称为灌口二郎神，被宋真宗封为清源妙道真君。

神話傳說
- 独健：根據唐朝传说，獨健是四大天王北方多聞天王的二子。相傳在唐玄宗期間協助唐軍於安西遭圍城時戰勝敵軍。[4]
- 楊二郎：見於宗教文獻《二郎寶卷》與《祈祥品經》；《西遊記》提及昭惠靈顯王二郎姓楊，為玉皇大帝的外甥。法力高強，能夠三十六變，曾幫助天庭捉拿大鬧天宮的孫悟空。《封神演義》登場的清源妙道真君・楊戩沿用了《西遊記》中二郎神的部分設定，但除去了玉帝外甥的身分與年輕形象。
- 華山二郎：華山地區的神話人物，品行不佳，是沉香故事中的主要反派。被融合至二郎神形象，即是二郎神與沉香恩怨寶蓮燈的故事情節。

### 三隻眼
清代以前的二郎神並無三隻眼的敘述，直到17世紀後期至18世紀（約公元1650年以後），才出現「三眼二郎」之說
至於二郎神為何有三隻眼亦已不可考，這點引來清代文人學者們的疑惑與批判。

### 與祆教的關聯
《十國春秋》記載提及五代前蜀皇帝王衍「披金甲，冠珠帽，持弓矢而行。百姓望之，謂如灌口祆神。」唐末五代時灌口便有披甲持弓的神像，便是由這條史料獲知。中山大學教授黎國韜考證此「祆神」即波斯的火祆教神祇，他在《二郎神之祆教來源》一文中認為，二郎神之形象：三眼、手持三尖兩刃槍、牽一哮天犬、可以變化成三頭六臂，與祆教風神維施帕卡（Vayu-Weshparkar）正相一致。維施帕卡的形像為：三頭六臂、身披甲裝、手執山型叉、臂上畫有尖齒犬頭，與文學描寫中二郎神形像極為相似，這是祆神與灌口二郎神有關之一證。故推測二郎神之原型應是隋唐時從西域傳入中原的波斯神靈，其後才逐漸本土化。且十國前後蜀人信奉火祆教，其形像又與元明淸以來小說、戲曲中之二郎神相似，表明祆神形像對二郎神形像之形成有很大影響。

## 職能
二郎神职掌甚广，最一開始是水神，保護水利、防止水灾，後演變為保佑農夫收成的農神，也變成當地的境主神，後來演變為武神、雷神、酒神、戲神、音樂神、狩猎神、蹴鞠神、儿童保护神等，亦被奉为两蜀（前蜀后蜀）护国神祗和蜀川之境主。不論民间或官方都祭祀，香火十分旺盛，宋朝将二郎神纳入朝廷祀典，并诏修神保观专作供奉。作为正统的官方神灵历代多有褒封，尊以王爵，釐以祀典，封之以号，影响深远、流传广泛。

## 二郎神信仰

### 福建
泉州府城内有庆同庵，庵内供奉清源妙道真君，俗称二郎庙。二郎庙所在的社区也因之而命名为二郎巷、二郎后街。
廈門集美區灌口鎮鳳山祖廟，建於明天啟和崇禎年間，祀奉「李府清源真君二郎神」。

### 台灣
在台灣，許多道觀、寺廟供奉二郎神，還有一些專門祀奉二郎神的廟宇，如桃園市蘆竹區承天宮、新竹縣新埔鎮二郎神廟、彰化縣埤頭鄉救世宮、彰化縣埤頭鄉三元宮、台南市佳里區番仔寮應元宮 、台南市安南區海尾玉旨應元宮神君殿、新店區的天玉堂、新北市五股區玉敕天一神宮，其中苗栗縣後龍鎮的迴天宮。因親戚不計較曾經在此取景，而一度聲名大噪，甚至有觀眾誤以為迴天宮就在主角居住的屏東水底寮。

### 著名廟宇

#### 台灣
- 臺南市安南區海尾玉旨應元宮神君殿。
- 苗栗縣後龍鎮迴天宮。

#### 马来西亚
- 吉隆坡冼都天龙宫
- 雪兰莪巴生戩帅宫
- 马六甲华山宫
- 柔佛士古来大学城二郎神庙
- 馬來西亞彭亨直凉大悲堂二郎真君堂

## 文學與藝術形象

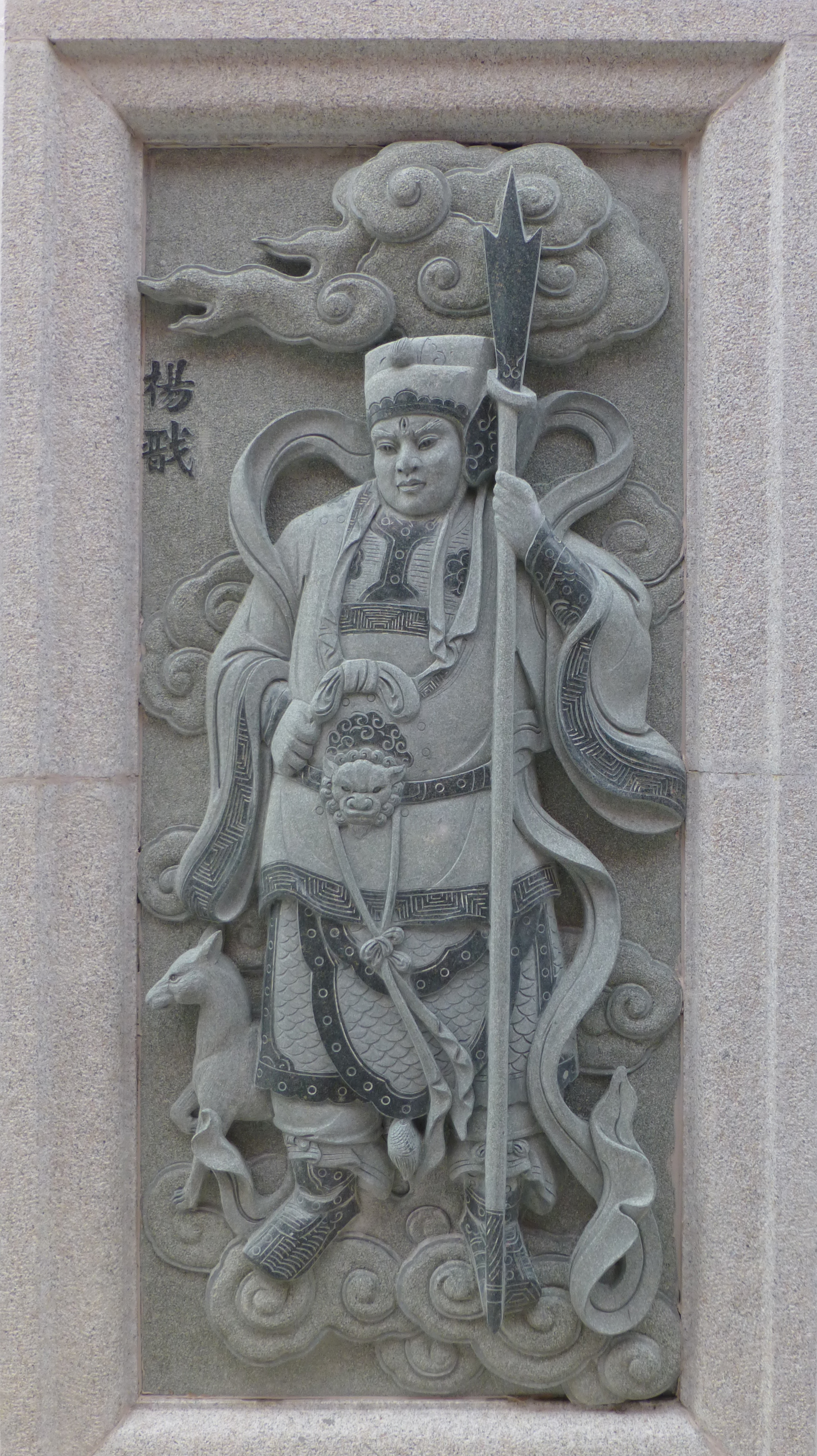
楊戩的浮雕像（马来西亚霹雳州平仙寺）

艺术描写中的二郎神居住住灌江口，与梅山六兄弟为伴，掌管一千二百草头神，对于天庭“听调不听宣”，使用三尖两刃刀为兵器，额头中间多生了一只天眼，身边有神犬哮天犬（嘯天犬）跟随。
- 《西游记》中，二郎神是玉皇大帝的外甥，「斧劈桃山曾救母，彈打㯶羅雙鳳凰」，亦会地煞七十二变。二郎神居於灌口，「聽調不聽宣」，平常不聽天庭命令，但危急時會接受天庭的派遣。二郎神第二次出場於唐僧四眾行至「祭賽國」一回。唐僧師徒為救國中「金光寺」蒙冤僧眾，自請為祭賽國奪回被妖精所盜寶物舍利子。盜寶人為萬聖龍王之婿九頭蟲。八戒、孫悟空正在想方設法時巧遇二郎神楊戩與梅山六兄弟打獵歸來，向前請求協助。二郎神與梅山六兄弟和八戒、悟空聯手將九頭蟲擊敗，取回寶物，釋放了金光寺僧人，並改寺名為「伏龍寺」。
- 杂剧作品：《二郎神醉射锁魔镜》（元朝）、《二郎神锁齐天大圣》（元朝）、《灌口二郎斩健蛟》（明朝）、《灌口二郎初显圣》（清朝）。
- 弹词作品：《新编说唱宝莲灯华山救母全传》（清朝）、《新编说唱沉香太子全传》（清朝）。
- 清代刻本：《新出二郎劈山救母全段》（清末）。
- 《聊齋志異》的〈席方平〉最後欲找尋灌口二郎神伸冤。
- 《二郎宝卷》（全称《清源妙道显圣真君一了真人护国佑民忠孝二郎宝卷》），云花女是三花聚顶女神中的三妹，是斗牛宫的仙女，但愛上了凡人楊天祐，兩人結婚，生下了仙凡之子，名叫楊二郎。天庭認為凡人與仙女不能通婚，故遣雷神與天將捉拿云花女，楊天祐與楊二郎在天兵到来時，和云花女分开，云花女被太山/桃山鎮壓。王母娘娘收养了楊二郎，後來楊二郎學成道法，以斧劈桃山，救出母親。[來源請求]
- 《寶蓮燈》裡面的二郎神為故事的反派，不同於《二郎寶卷》與《祈祥品經》裡的二郎神劈山救母；在這故事中，則是由主角沉香劈開了華山的蓮花峰救出了母親。
- 电视剧《寶蓮燈前传》裡面的二郎神為故事的正派，由台湾演员焦恩俊饰演，不同於《寶蓮燈》裡面的反派形象，涵盖了《二郎宝卷》《西游记》与《封神演义》三部文学作品中的二郎神的经典故事情节。

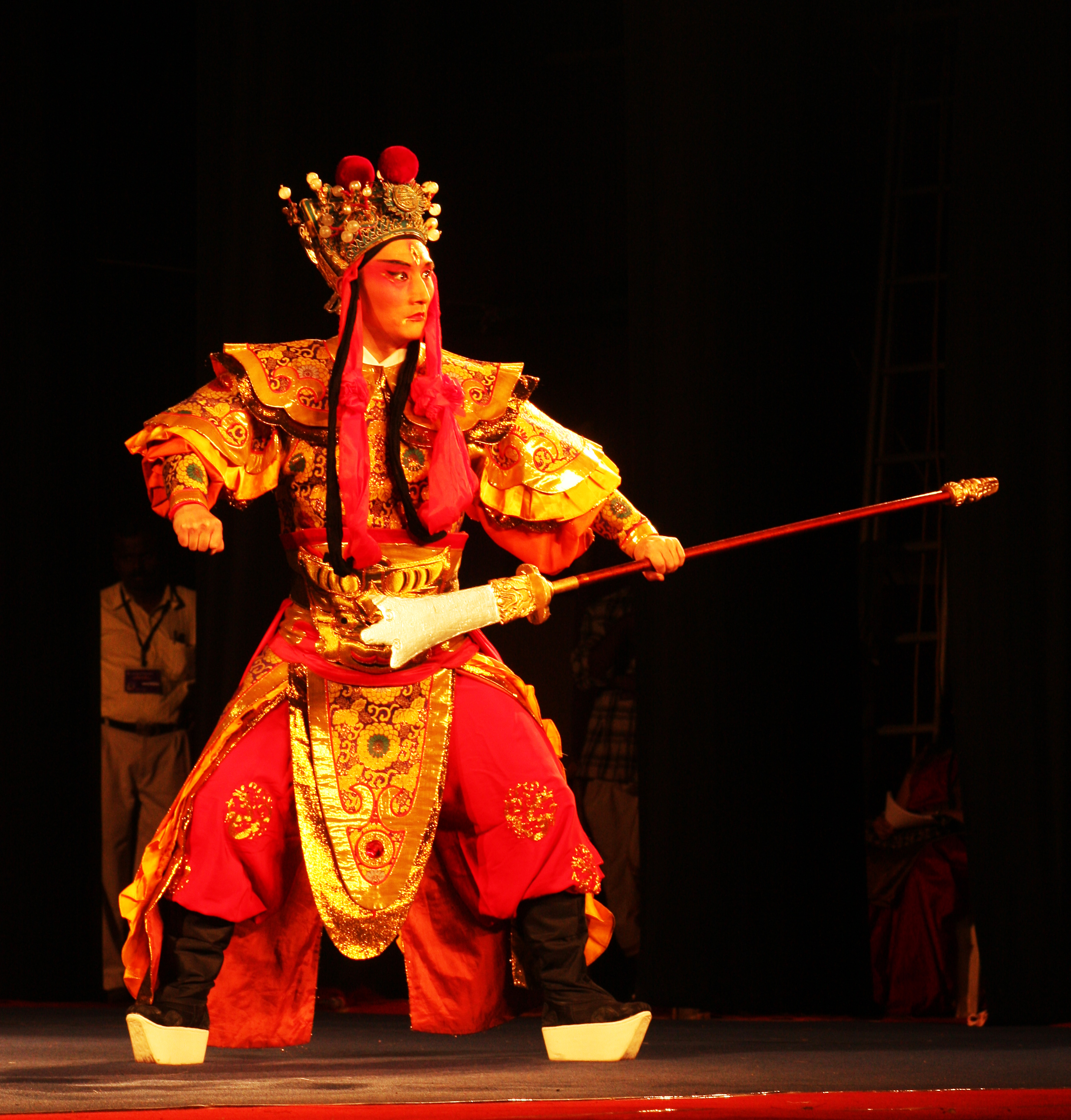
中國戲曲中的二郎神藝術造型。
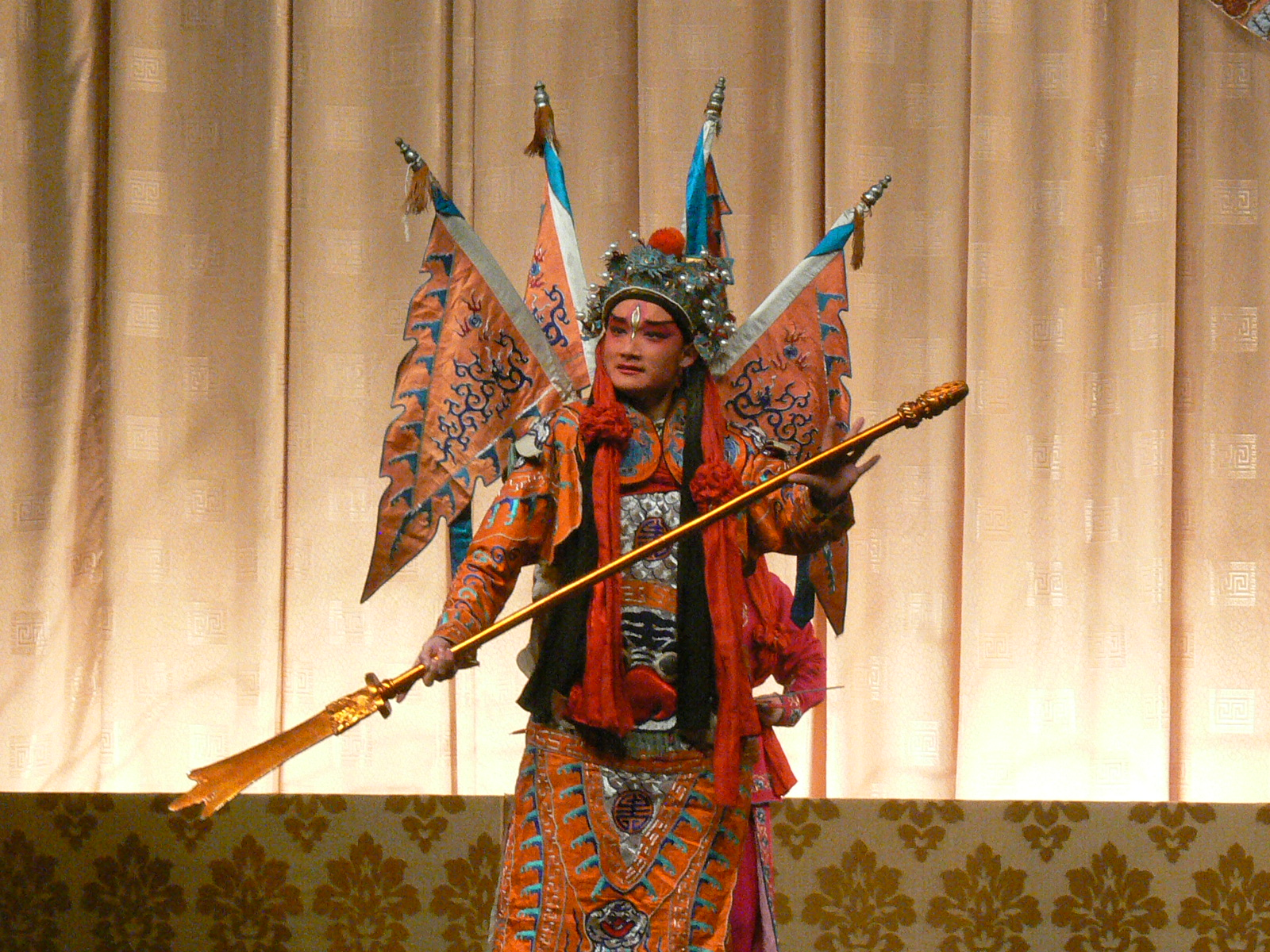
京劇中的二郎神藝術造型。

## 註記
1. ↑  《說文新附》釋「祆」，稱：「祆，胡神也。從示天聲。火千切。」[10]
2. ↑  《西遊記》第6回提及二郎神部下有梅山六兄弟（康、張、姚、李四太尉，郭申、直健二將軍），[13]但第28回稱「梅山七弟兄」[14]，而第63回二郎神再次帶著梅山六兄弟登場時，孫悟空則將二郎神與梅山六兄弟合稱「七聖兄弟」。[15]